# رایان مورفی (شناگر)

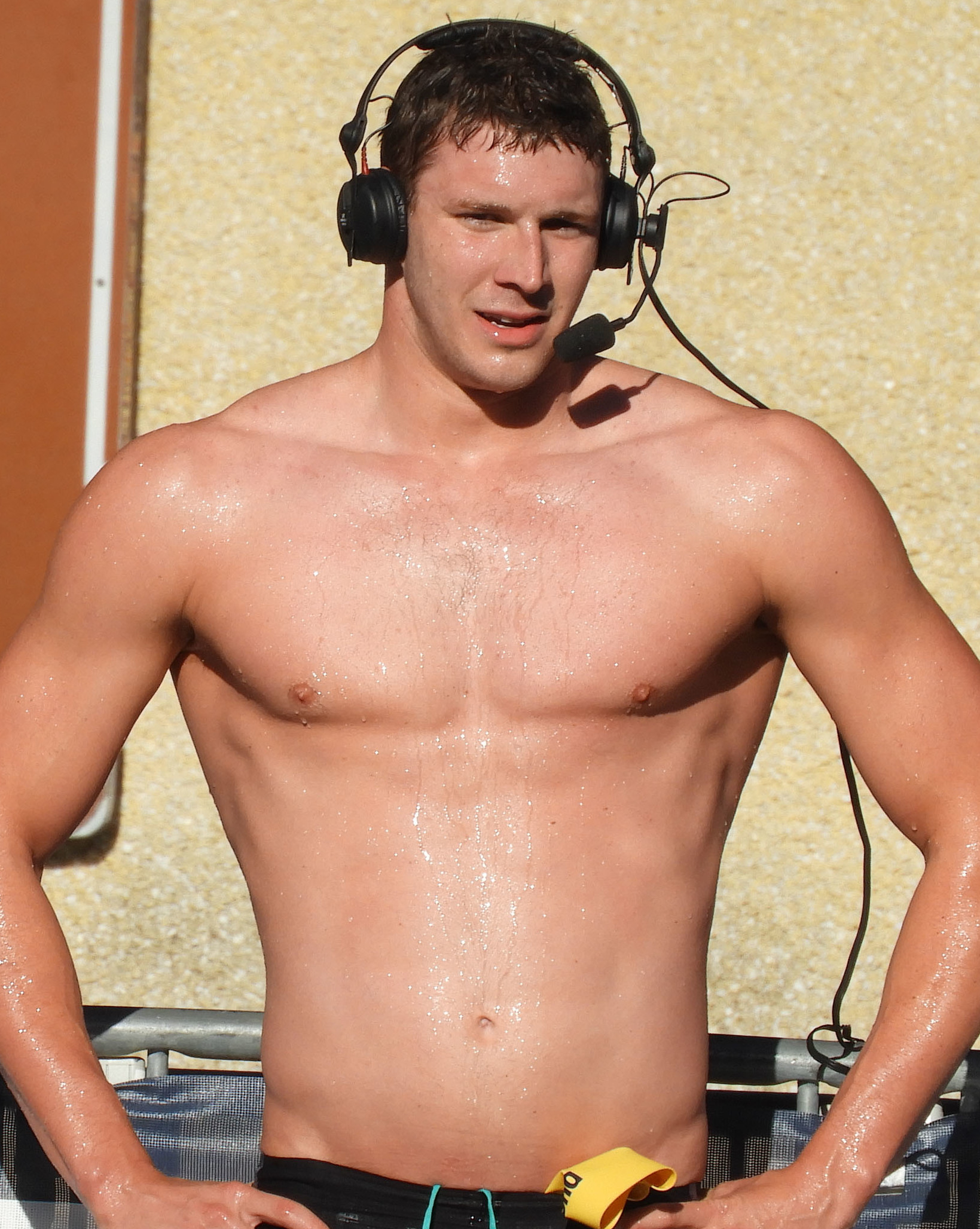
رایان مورفی - ۲۰۱۷

رایان مورفی (به انگلیسی: Ryan Murphy) (زادهٔ ۲ ژوئیهٔ ۱۹۹۵) شناگر اهل ایالات متحده آمریکا است.